# Acetato de etila
Acetato de etila ou Acetato de etilo (Fórmula: CH3COOCH2CH3) é um éster simples, que possui alta aplicação industrial. É um ótimo solvente, relativamente muito volátil. É facilmente produzido industrialmente ou em laboratórios acadêmicos, a partir da reação de ácido acético(acido carboxílico) com etanol, em presença de ácido sulfúrico.

No passado, já foi usado em medicina como um antiespasmódico (contra convulsões), e hoje é usado como um solvente. Atualmente utiliza-se em substituição à acetona para remoção de esmaltes em suas unhas. Acredita-se que seja menos prejudicial e nocivos às unhas e à pele.  